# Bebryce boninensis
Bebryce boninensis is een zachte koraalsoort uit de familie Plexauridae. De koraalsoort komt uit het geslacht Bebryce. Bebryce boninensis werd in 1931 voor het eerst wetenschappelijk beschreven door Aurivillius. 